# Morze Balearskie
Morze Balearskie (daw. także Morze Iberyjskie, hisz., katal. Mar Balear) – niewielki fragment Morza Śródziemnego, położony w jego północno-zachodniej części.
Od północy ograniczony jest wybrzeżem Półwyspu Iberyjskiego (hiszpańskiej Walencji i Katalonii). Na południu sięga po archipelag Balearów. Południowa, umowna granica Morza Iberyjskiego przebiega od przylądka Nao powyżej Alicante, przez wyspę Formenterę, wzdłuż południowych wybrzeży Balearów do Minorki, skąd wraca na wybrzeże Hiszpanii, do przylądka Bagur w pobliżu Barcelony.
Jest to jeden z najważniejszych na świecie regionów turystycznych.